# Síndrome de Angelman
El síndrome de Angelman es una condición de causa genética que afecta al sistema nervioso. Los síntomas consisten en el retraso del desarrollo psicomotor, epilepsia, discapacidad intelectual de nivel grave o profundo, una capacidad lingüística reducida o nula, escasa receptividad comunicativa, baja coordinación motriz y problemas de equilibrio y movimiento (ataxia). También se pueden mostrar fácilmente excitables, con hipermotricidad, dificultad de atención y un estado aparente de alegría permanente, con risas y sonrisas en todo momento. Tiene una incidencia estimada de un caso por cada entre 15 000 a 30 000 nacimientos.
Es un ejemplo clásico de condición con herencia epigenética, puesto que las mutaciones y defectos que lo causan implican, o no, el desarrollo de la enfermedad en función de si la copia del gen alterado se expresa o esta inactiva. Estas mutaciones están en el mismo locus que el síndrome de Prader-Willi, precisamente en el 15q11-q13.

## Descubrimiento y prevalencia actual
El pediatra Harry Angelman fue el primero en describir la enfermedad en tres niños en 1964. En aquel entonces fue considerada rara. En 1987 se descubrió que alrededor de la mitad de los niños que presentaban el síndrome, tenían una pequeña deleción del brazo largo del cromosoma 15, y se propuso además la relación entre este síndrome y el de Prader-Willi. Las estimaciones más recientes sugieren una prevalencia entre 1/12,000 y 1/20,000.

## Síntomas
El síndrome de Angelman no se suele reconocer en los bebés recién nacidos, debido a que los problemas de desarrollo que ocasiona esta enfermedad no son específicos durante este período. Es en torno a los 6-12 meses de edad cuando se produce un retraso en el desarrollo del niño, aunque no hay una pérdida evidente de habilidades por parte del afectado. Tampoco aparece ninguna anomalía en los análisis metabólicos, hematológicos ni en los perfiles químicos de laboratorio, ni se observa ninguna anomalía física, aunque puede haber una atrofia cortical leve o una desmielinización.
El síndrome se suele diagnosticar en torno a los 3-7 años de edad, cuando aparecen en el niño conductas y síntomas que evidencian la presencia de la enfermedad. Para que se la diagnostique, es suficiente con que el individuo presente varios de los rasgos típicos, aunque no sean todos.  

### Síntomas universales
En todos los individuos afectados por la enfermedad se dan los siguientes síntomas:
- Grave retraso en el desarrollo.
- Capacidad lingüística reducida o nula.
- Escasa receptividad comunicativa, basándose la poca que hay principalmente en gestos y señales.
- Escasa coordinación motriz, con problemas de equilibrio y movimiento. Suele aparecer ataxia.
- Estado aparente y permanente de alegría, con risas y sonrisas en todo momento, siendo fácilmente excitables.
- Hipermotricidad
- Falta de atención

### Síntomas frecuentes
Alrededor del 80 % de los afectados por la enfermedad padecen los siguientes síntomas:
- Discapacidad intelectual.
- Tamaño inferior del perímetro cefálico respecto al de los no afectados, que suele derivar en microcefalia en torno a los 2 años de edad.
- Crisis convulsivas normalmente en torno a los 3 años de edad.
- Electroencefalograma anormal.

### Síntomas raros
En menor frecuencia se dan los siguientes síntomas (en torno al 20 % de los afectados los presentan):
- Estrabismo
- Dificultad al comer
- Macroglosia
- Mandíbula prominente
- Sialorrea
- Achatamiento posterior de la cabeza
- Atracción por el agua
- Hipersensibilidad al calor
- Insomnio
- Hipopigmentación en la piel y en los ojos
- Hiperactividad

## Genética
Esta enfermedad es, junto con el síndrome de Prader-Willi, un ejemplo clásico de enfermedad genética cuyo origen y herencia dependen del mecanismo de impronta genética. Ambas enfermedades se deben a la ausencia de expresión de genes que se encuentran en el mismo locus del cromosoma 15. Una persona sana recibe dos copias del cromosoma 15: Una de la madre y otra del padre. La expresión de los genes que se encuentran en el locus relacionado con ambas enfermedades es diferente según se trate del cromosoma materno o paterno debido a la epigenética. Por tanto, en un individuo sano se expresan unos genes en el cromosoma materno y otros en el paterno. Si el locus materno se pierde o está mutado, se produce el síndrome de Angelman mientras que, si el que se pierde o muta es el paterno, se desarrolla el síndrome de Prader-Willi. En el síndrome de Angelman, la copia materna del gen UBE3A se expresa en el cerebro durante el desarrollo fetal y en la corteza frontal en la etapa adulta, mientras que en las células de la glia se expresan las copias de ambos progenitores.
Dentro de los genes que mapean en ese locus se encuentra el UBE3A (proteína ubiquitin-ligasa E3A). La expresión de este gen así como de otros cercanos depende de la regulación ejercida por un centro de impronta génica. Básicamente, lo que ocurre es que si ese centro está metilado activa la expresión de unos genes, y si no, de otros. Si la diana falta, está mutada, o se metila de forma anormal, falta la expresión de UBE3A, así como si ocurre una deleción del gen. Por ello, las características clínicas observadas en el síndrome pueden ser causadas por diversas razones a nivel génico.

### Principales causas genéticas
- Grandes deleciones el locus: Tienen lugar en el 70-75 % de los individuos afectados.

- Otras anormalidades en cromosomas: Tienen lugar en el 2 % de los individuos afectados y se debe a reorganizaciones que causan ausencia de la región 15q11-13

- Disomía uniparental paterna: Tiene lugar en el 4 % de los individuos afectados, y se puede deber a varios eventos, pero supone que hay dos copias del cromosoma 15 paterno y ninguna del materno.

- Mutaciones en la diana de la impronta epigenética: Solo tienen lugar en el 1 % de los individuos afectados.

- Mutaciones en UBE3A: Tienen lugar en el 3-5 % de los individuos afectados.

- Desconocidos: Tienen lugar en el 15 % de los individuos afectados. Agrupamos aquí aquellos casos que presentan la enfermedad, pero ninguno de los anteriores defectos genéticos.

### Recurrencia
Un incremento del riesgo de la recurrencia se puede producir en los casos de síndrome de Angelman que están asociados con un cromosoma 15 estructuralmente anormal. En dichos casos, el riesgo de recurrencia se debe a anormalidad del cromosoma y lo que se sabe sobre su recurrencia. En estos casos, es posible el diagnóstico prenatal mediante análisis citogenéticos o moleculares.
Asimismo, un defecto en el mecanismo de metilación también tiene una posibilidad mayor de heredarse en toda la descendencia, pero hay muchas anormalidades de carácter mayoritariamente espontáneo, como las deleciones o la disomía uniparental cuyo riesgo de recurrencia es muy bajo (menor al 1 %) o directamente desconocido (en el caso de ese porcentaje del 15 % de casos sin causas genéticas definidas).

## Diagnóstico
Existe un consenso sobre el diagnóstico de la enfermedad, que aparece reflejado en el trabajo de Williams et al.
A nivel molecular, un primer análisis del cariotipo del individuo para detectar anomalías cromosómicas es la primera opción.
Además también se realiza la prueba de FISH con la que gracias a los marcadores cromosómicos detectaremos si hay una deleción en el cromosoma 15.
Algunos laboratorios además de estas dos pruebas realizan otra para obtener una fiabilidad mucho mayor, se trata del test de metilación del ADN. Este test permite identificar el tipo más corriente de Síndrome de Angelman que es la deleción en la región el cromosoma 15.
Alrededor del 80 % de los pacientes que presentan Síndrome de Angelman se detectan con estas pruebas, pero el 20 % necesitarán otro tipo de comprobación genética encaminada a los análisis para el gen UBE3A, y aun así no todos serán diagnosticados.

## Tratamiento
A pesar de que la enfermedad no tiene cura, algunos de sus síntomas pueden ser controlados. 
La epilepsia se puede regular mediante el uso de medicación anticonvulsionante, pero existen dificultades a la hora de definir los niveles de los fármacos. Además, se suelen suministrar sustancias que incrementen el sueño, ya que muchos afectados por el síndrome duermen como máximo 5 horas. 
En el tratamiento se utilizan principalmente intervenciones kinesiológicas y fonoaudiológicas y terapia ocupacional, así como diversas técnicas de tratamiento, como la musicoterapia o la hidroterapia. También se suelen utilizar corsés ortopédicos y/o intervenir quirúrgicamente para el tratamiento de la escoliosis. 
Sin embargo, existen dificultades rutinarias de alimentación, estreñimiento, reflujo gastroesofágico y estrabismo.

## Pronóstico
La severidad de los síntomas asociados al síndrome de Angelman varían significativamente entre la población de personas afectadas. Algunos pueden hablar y tiene un alto grado de consciencia de sí mismos e incluso muestran una profunda afectividad. No obstante, la capacidad de andar y el uso simplista del idioma pueden llevar al rechazo de un afecto mayor. La temprana y continua participación en terapias físicas, ocupacionales y comunicativas incrementa significativamente el pronóstico, puesto que existe todo un espectro en el grado de afección, que está relacionado desde la simple mutación del gen UBE3A, hasta la pequeña deleción del brazo «q» del cromosoma 15. De esta forma, los afectados en la mutación presentan una afección menor que los que presentan la deleción.
Las características clínicas del síndrome se alteran con la edad. Cuando la edad adulta se aproxima, la hiperactividad y el insomnio se incrementan. las convulsiones remiten e incluso cesan, y los electroencefalogramas son menos obvios.
Las características faciales permanecen reconocibles pero muchos de estos adultos tienen un remarcado aspecto juvenil para su edad.
La pubertad y la menstruación llegan a una edad normal, el desarrollo sexual es completo y se ha dado un caso en el que una mujer con síndrome de Angelman tuvo a una hija que también tuvo el síndrome.
La mayoría de los adultos son capaces de comer con tenedor o cuchara. La salud es buena y tienen una esperanza de vida normal. Aunque se han descrito que algunos adultos, principalmente mujeres, tienen tendencia a la obesidad. Algunos pueden presentar escoliosis. La afección natural que presentan estos individuos, que es un aspecto positivo en los niños, puede persistir durante su vida adulta, lo cual puede ocasionar problemas sociales.